# الانتخابات النيابية الأردنية 2016
أجريت الانتخابات النيابية بتاريخ 20 أيلول/ سبتمبر لسنة 2016 في الأردن، لاختيار أعضاء مجلس النواب الثامن عشر منذ استقلال الأردن سنة 1946 علماً أن أول انتخابات نيابية منذ إعلان الاستقلال جرت عام 1947، يعتبر المجلس رقم 23 منذ تأسيس الدولة الأردنية الحديثة سنة 1921، إذ جرت وخلال عهد إمارة شرق الأردن 1921-1946 خمسة انتخابات نيابية أعوام 1929، 1931، 1934، 1937 و1942.
مدة المجلس أربعة سنوات، الهيئة المستقلة للانتخابات وهي جهة مستقلة برئاسة د. خالد الكلالدة كانت الجهة المسؤولة بإجرآء هذه الانتخابات، عدد المقاعد النيابية 130 مقعداً موزعة على مناطق الأردن كافة، وفد خصص من بينها عدة كوتات للمسيحيون والشراكسة والشيشان والبدو وللنساء، وقد شاركت جماعة الإخوان المسلمون في هذه الانتخابات ضمن بعض القوائم، بعد مقاطعتها للانتخابات النيابية في عدة دورات سابقة.
خاض 1252 مرشح موزعين على 226 قائمة انتخابية غمار الانتخابات، بلغ عدد الناخبين الذين أدلوا بأصواتهم مايقارب 1,5 مليون من أصل 4,134 مليون ناخب وناخبة من المسجلين في كشوف الناخبين الذين يحق لهم التصويت وبنسبة تصويت قاربت على 36%.

## مراحل العملية الانتخابية
- 29 مايو حل الملك لمجلس النواب السابع عشر[9]
- 9 يونيو صدور إرادة ملكية بإجراء الانتخابات
- 9 يونيو تحديد تاريخ الإقتراع
- 23 يونيو صدور الجداول الأولية للناخبين
- 8 يوليو مرحلة الطعون بالجداول الأولية للناخبين
- 15 أغسطس صدور الجداول النهائية للناخبين
- 16 أغسطس مرحلة الترشيح
- 18 أغسطس صدور القوائم الأولية للمرشحين
- 4 سبتمبر مرحلة الطعون بالمرشحين
- 10 سبتمبر فترة انسحاب المرشحين
- 20 سبتمبر يوم الإقتراع
- 22- 23 سبتمبر صدور النتائج

## قانون الانتخابات
تضمنت الفقرة أ من المادة التاسعة من قانون الانتخاب لمجلس النواب الأردني لسنة 2015، والمكون من 67 مادة (والذي يختلف عن القانون الذي تم إجراء انتخابات عام 2013 فيه)، اتباع القائمة النسبية المفتوحة  لملء المقاعد النيابية ال 130 واحتساب الفوز في القائمة النسبية المفتوحة، على مستوى الدائرة الانتخابية، وتحسب النتائج بأن تحصل كل قائمة على مقاعد الدائرة الانتخابية، بنسبة عدد الأصوات، التي حصلت عليها كقائمة، من مجموع المقترعين في الدائرة الانتخابية ذاتها، ويحدد الفائزون من هذه القائمة على أساس أعلى الأصوات، التي حصل عليها المرشحون في القائمة، وفي حال تعذر إكمال ملء المقاعد بالنسبة الصحيحة، يتم اعتماد طريقة الباقي الأعلى لملء هذه المقاعد.
يجب ان تضم القائمة عدداً من المرشحين لا يقل عن ثلاثة ولا يتجاوز عدد المقاعد النيابية المخصصة للدائرة الانتخابية، مع مراعاة ماورد في حكم المادة (9 /د/2) فيما يخص ترشح المرأة بانه على المرشحات عن المقعد المخصص للنساء الترشح ضمن قوائم ولا تعتبر المرشحة من ضمن الحد الأعلى للمرشحين في القائمة (وفق المادة 9).

### شروط الترشح
تضمنت المواد ذوات الأرقام 11، 12، 13 و14 من قانون الانتخابات جملة من البنود للترشح لعضوية المجلس من بينها:-
ان يكون اردنياً منذ عشر سنوات على الاقل ولا يحمل جنسية دولة أخرى واتم ثلاثين سنة شمسية من عمره في يوم الاقتراع، وان لا يكون محكوما عليه بالإفلاس ولم يستعد اعتباره قانونيا، ولا يكون محجورا عليه ولم يرفع الحجر عنه.ولا يكون محكوما عليه بالسجن مدة تزيد على سنة وان لا يكون مجنوناً أو معتوها. إضافة إلى ذلك ان لا يكون من اقارب الملك في الدرجة التي تعين بقانون خاص.
وان يكون مسجلا في أحد الجداول النهائية للناخبين، ولا يجوز لأي شخص ان يرشح نفسه لعضوية مجلس النواب الا في دائرة انتخابية واحدة.

### شروط الاقتراع
تضمنت المادة الثالثة من قانون الانتخابات عدة بنود يشترط توفرها في المقترع ومن هذه الشروط، أن يكون أردني الجنسية واكمل ثماني عشرة سنة شمسية من عمره، ولا يجوز استعمال حق الانتخاب لمنتسبي القوات المسلحة والمخابرات العامة والأمن العام وقوات الدرك والدفاع المدني أثناء وجودهم في الخدمة الفعلية.

### آلية الاقتراع
تضمنت المادة 36 من قانون الانتخاب تخصيص مكان منعزل داخل غرفة الاقتراع ومزود بأقلام وقوائم المرشحين واسمائهم في الدائرة الانتخابية، وتضمنت المادة رقم 37 أنه وبعد التأكد من هوية المقترع يُسلم ورقة اقتراع من قبل لجنة الاقتراع والفرز يقوم الناخب بعدها بالتأشير على رقم أو رمز قائمة واحدة فقط والتأشير على اسم أو أكثر من ضمن نفس القائمة، وتوضع بعدها الورقة في الصندوق المخصص على مرأى من لجنة الاقتراع والفرز والحاضرين.

### القوائم الانتخابية
بلغ عدد القوائم التي تم تشكيلها بناء على قانون الانتخاب 230 قائمة، بعضها كان على أسس حزبية يكون لها أكثر من قائمة في أكثر من دائرة أبرزها التحالف الوطني للإصلاح التي تتبع جبهة العمل الإسلامي بأكثر من 20 قائمة، والكثير من القوائم كانت على اسس عشائرية ومناطقية. بالإضافة إلى قوائم يسارية، وفق دراسة بينت ان:
- القوائم الانتخابية التي تأسست على أساس حزبي: 6.4%
- القوائم التي تأسست على أساس التحالفات العشائرية: 43.5%
- القوائم على مزيج من الأسس الحزبية والتحالفات العشائرية: 11%
- القوائم المستقلة: 39.1% [16]

## توزيع المقاعد
عدد المقاعد النيابية 130 مقعد موزعة على جميع مناطق الأردن، خصص 9 مقاعد لدوائر البادية ومثلها للمسيحين وثلاثة مقاعد للشراكسة والشيشان، وخصص كذلك خمسة عشر مقعد للنساء، القائمة التالية تستعرض توزيع الدوائر الانتخابية وعدد المقاعد المخصصة لكل منطقة.
| المنطقة         | عدد الدوائر | عدد المقاعد |
| --------------- | ----------- | ----------- |
| محافظة العاصمة  | 5           | 28          |
| محافظة إربد     | 4           | 19          |
| محافظة الزرقاء  | 2           | 12          |
| محافظة البلقاء  | 1           | 10          |
| محافظة الكرك    | 1           | 10          |
| محافظة معان     | 1           | 4           |
| محافظة المفرق   | 1           | 4           |
| محافظة جرش      | 1           | 4           |
| محافظة مأدبا    | 1           | 4           |
| محافظة الطفيلة  | 1           | 4           |
| محافظة عجلون    | 1           | 4           |
| محافظة العقبة   | 1           | 3           |
| دوائر البادية   | 3           | 9           |
| الكوتا النسائية |             | 15          |
| المجموع         | 23 دائرة    | 130 مقعد    |

## عملية الانتخاب

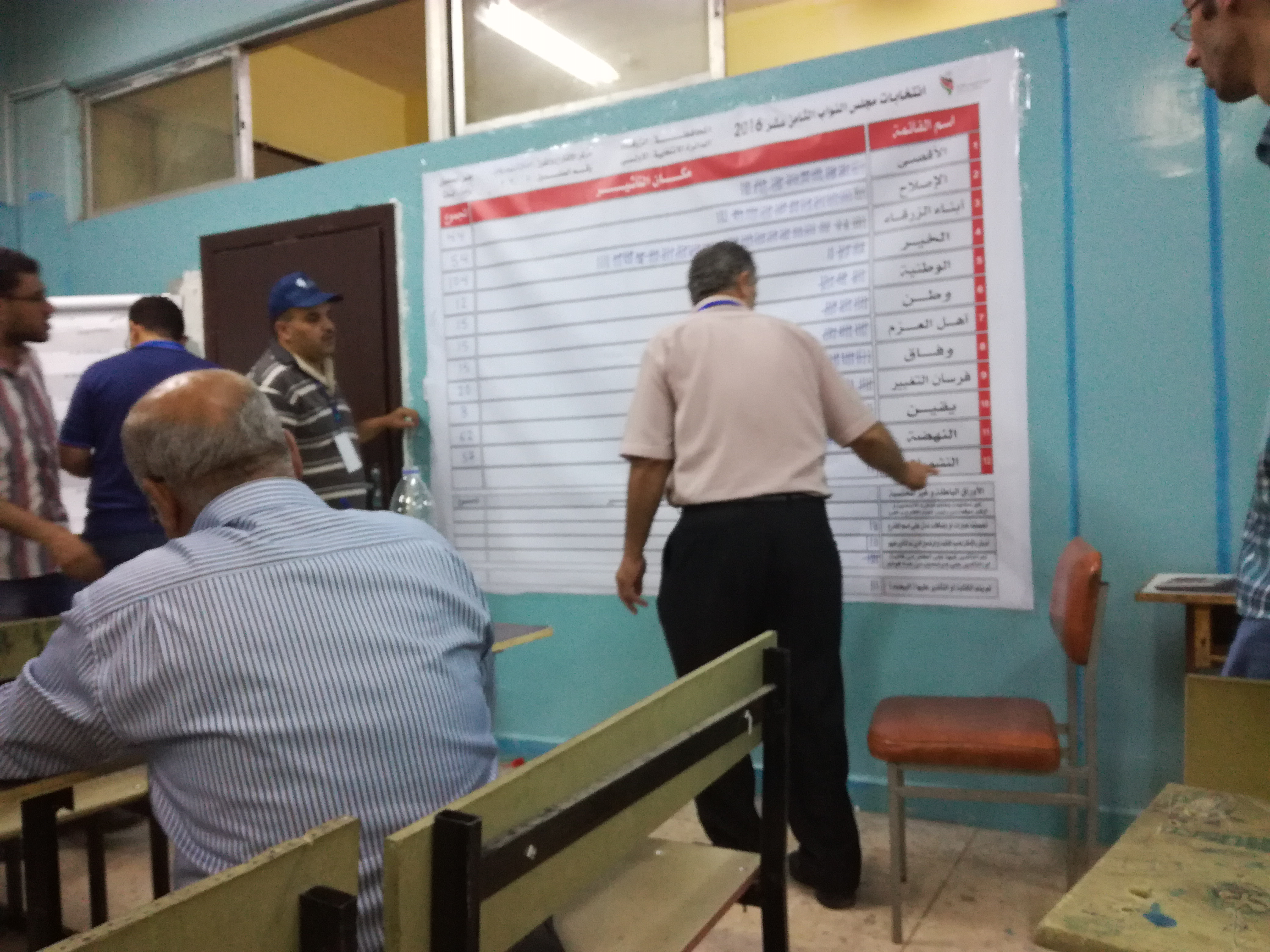
عملية الفرز بإحدى مدارس مدينة الزرقاء

بدات عملية الاقتراع الساعة السابعة صباحا من يوم 20 سبتمبر 2016 شارك في عملية الانتخاب (1.484.504 ناخب) من عدد من يحق لهم الانتخاب (4.130.145 ناخب) بنسبة تقارب 36%. وتم إجراء الانتخابات في 23 دائرة في كافة انحاء المملكة. وحدثت بعض الاعتدائات على العملية الانتخابية مثل اعتداء على 8 صناديق اقتراع بدائرة بدو الوسط. كم تم تمديد مدة الاقتراع لمدة ساعة واحدة (من السابعة إلى الثامنة) 

### عطلة المدارس
بسبب إجراء الانتخابات في المدراس تم تعطيل طلبة المدارس الحكومية ومدارس وكالة الغوث الدولية ومدارس الثقافة العسكرية والتي يتم بها إجراء الانتخابات قبل وبعد الانتخابات بواقع أربعة أيام لتمكين الهيئة المستقلة للانتخاب من استكمال العملية الانتخابية.

## النواب الناجحين
تم إصدار كافة النتائج للناجحين بالمجلس الثامن عشر بعد نهاية الفرز وكانت الأسماء التالية:
| الدائرة    | العدد | النواب الناجحون |
| ---------- | ----- | --- |
| عمان1      | 5     | اندريه حواري، خليل عطية، عبد الرحمن العوايشة، محمد البرايسة، موسى هنطش.                                                                                      |
| عمان2      | 6     | عبد الله العكايلة، يحيى السعود، موسى الوحش، عمر القراقيش، عزيز سلمان، عبد العليان.                                                                           |
| عمان3      | 6     | خالد رمضان عواد، صالح العرموطي، احمد محمد الصفدي، خميس حسين عطية، منصور سيف الدين مراد، قيس خليل زيادين، ديما محمد طهبوب.                                    |
| عمان4      | 4     | خير أبو صعيليك، احمد الرقب، احمد الهميسات، رمضان الحنيطي. |
| عمان5      | 7     | نصار القيسي، فضيل النهار، احمد اللوزي، مصطفى عساف، حسن العجارمة، بركات النمر، تامر شاهر بينو.                                                                |
| اربد1      | 6     | رياض العزام، راشد الشوحة، عبد المنعم العودات، محمود الطيطي، إبراهيم بني هاني، نضال الطعاني.                                                                  |
| اربد2      | 4     | خالد أبو حسان، فواز الزعبي، عبد الله عبيدات، جودت الدرابسة، إنتصار بادي حجازي                                                                                |
| اربد3      | 4     | حسني الشياب، مصطفى الخصاونة، يوسف الجراح، وائل رزوق. |
| اربد4      | 5     | عيسى خشاشنة، مجحم الصقور، ماجد القويسم، خالد البكار، إبراهيم القرعان.                                                                                        |
| البلقاء    | 10    | معتز أبو رمان، محمد الزعبي، علي الحجاحجة، مصطفى ياغي، إبراهيم أبو السيد، خالد الحياري، فضية أبو قدورة، محمود العدوان، جمال قموه، فوزي داوود، هيا مفلح.       |
| الزرقاء1   | 8     | محمد الظهراوي، محمد نوح القضاة، سعود أبو محفوظ، قصي الدميسي، فيصل الأعور، مرزوق الهبارنة، كامل الشيشاني ، طارق خوري ، حياة المسيمي.                          |
| الزرقاء2   | 4     | حمود الزواهرة، موسى الزواهرة، نواف المعلا، علي الخلايلة. |
| الكرك      | 10    | عاطف الطراونة، رجا الصرايرة، محمد العتايقة، مصلح الطراونة، محمود النعيمات، صداح الحباشنة، رند الشعار، صباح الشعار، عبدالله زريقات، هيثم زيادين، منال الضمور. |
| معان       | 4     | عبد الله عبد الدايم، محمد ضيف الله، إبراهيم البدور، خالد فناطسة، إبتسام النوافلة.                                                                            |
| المفرق     | 4     | عبدالكريم الدغمي، رائد الخزاعلة، شعيب الشديفات، مفلح الخزاعلة، ريم أبو دلبوح.                                                                                |
| الطفيلة    | 4     | محمد الفراهيد، حسن عصري السعود، حسين القيسي، غازي الهواملة، انصاف الخوالدة.                                                                                  |
| مادبا      | 4     | عبد القادر الفشيكات، عدنان الركيبات، زيد الشوابكة، نبيل غيشان، مرام الحيصة.                                                                                  |
| جرش        | 4     | محمد هديب، عقلة الزبون، هدى العتوم، محمد أبوستة، وفاء بني مصطفى.                                                                                             |
| عجلون      | 4     | كمال الزغول، صفاء المومني، احمد الفريحات، وصفي حداد، منتهى البعول.                                                                                           |
| العقبة     | 3     | محمد علي الرياطي، حازم صالح المجالي، عبدالرزاق أبو العز، عليا أبو هليل.                                                                                      |
| بدو الشمال | 3     | حابس الشبيب، مازن القاضي، صوان الشرفات، زينب الزبيدي. |
| بدو الوسط  | 3     | سليمان الزبن، محاسن الشرعة، حابس الفايز، رسمية الكعابنة. |
| بدو الجنوب | 3     | نواف النعيمات، محمدالعمامرة، عواد الزوايدة، شاها أبو شوشه.                                                                                                   |

- ملاحظة على الجدول
المظلل باللون البرتقالي تعني الفائز بمقعد الشركس والشيشان
المظلل باللون السماوي تعني الفائز بالمقعد المسيحي
المظلل باللون البنفسجي تعني فائزات من خلال التنافس
 المظلل باللون الزهري تعني فائزات من خلال الكوتا النسائية